# Mohawk-Airlines-Flug 405
Der Mohawk-Airlines-Flug 405 (Flugnummer: MO405) war ein Inlandslinienflug der Fluggesellschaft Mohawk Airlines von New York City nach Albany. Am 3. März 1972 verunfallte auf diesem Flug eine Fairchild-Hiller FH-227B, wobei 17 Menschen getötet wurden.

## Maschine
Das betroffene Flugzeug war eine 1967 gebaute Fairchild-Hiller FH-227B mit der Werknummer 541. Die Maschine des US-amerikanischen Herstellers Fairchild-Hiller war eine aus einem Lizenzfertigungsvertrag mit Fokker zur Fertigung der Fokker F-27 in Form der baugleichen Fairchild F-27 weiterentwickelte Variante. Die FH-227 besaß im Vergleich zu der Fokker/Fairchild F-27 einen verlängerten Rumpf. Das zweimotorige Kurzstreckenflugzeug war mit 2 Turboprop-Triebwerken des Typs Rolls-Royce Dart 532-7 ausgestattet.
Die bei dem Unfall zerstörte Maschine trug das Luftfahrzeugkennzeichen N7818M und den Taufnamen City of Keene. Mohawk Airlines hatte das Flugzeug fabrikneu am 2. Mai 1967 erhalten. Bis zum Zeitpunkt des Unfalls hatte die Maschine 10.068 Betriebsstunden absolviert, die auf 15.714 Starts und Landungen entfielen.

## Besatzung
Es befand sich eine dreiköpfige Besatzung an Bord, bestehend aus einem Flugkapitän, einem Ersten Offizier sowie einer Flugbegleiterin:
- Der 44-jährige Flugkapitän Robert McAdam flog seit August 1961 für Mohawk Airlines. McAdam war im Besitz von Musterberechtigungen für die Flugzeugtypen Convair CV-240, Convair CV-340, Convair CV-440, Fairchild F-27 und Fairchild-Hiller FH-227. In den Rang des Flugkapitäns wurde er am 13. Mai 1965 befördert, als Flugkapitän der Typen F-27 und FH-227 wurde er am 1. Februar 1967 zugelassen. McAdam verfügte über 12.248 Stunden Flugerfahrung, von denen er 2202 Stunden im Cockpit der Typen F-27 und FH-227 absolviert hatte.

- Der 38-jährige Erste Offizier William E. Matthews wurde im Juli 1968 durch Mohawk Airlines eingestellt. Er war auch im Besitz einer Musterberechtigung für die Lockheed C-141 Starlifter. Von seinen 9969 Stunden Flugerfahrung hatte Matthews 2723 Stunden in Maschinen des Typs Fairchild F-27 absolviert.

- Die 24-jährige Flugbegleiterin Sandra I. Segar arbeitete seit Januar 1969 für Mohawk Airlines. Sie wurde als Flugbegleiterin für Maschinen der Typen Convair CV-440, Fairchild-Hiller FH-227 und BAC 1-11 ausgebildet.

## Passagiere und Flugplan
Den Regionalflug MO405 innerhalb des Bundesstaates New York vom Inlandsflughafen LaGuardia Airport zum Albany Airport hatten 45 Passagiere angetreten.

## Flugverlauf und Unfallhergang
Der Flug verlief bis zum Anflug auf Albany ohne besondere Vorkommnisse. Die Besatzung erhielt die Freigabe zur Landung auf Bahn 01. Als sich die Maschine im Instrumentenanflug in einer Entfernung von 8,5 Seemeilen südlich des Flughafens Albany befand, meldete die Besatzung ein Problem mit der Blattstellung (pitch) des Verstellpropellers von Triebwerk Nr.1 (links). Der Propeller ließ sich zudem nicht in die Segelstellung bringen, sodass der Schub auf diesem Triebwerk nicht reduziert werden konnte, was jedoch für eine Landung erforderlich gewesen wäre. In einer Entfernung vom 5 Seemeilen zum Flughafen erklären die Piloten, dass sie den Propeller im Rahmen einer Notfallprozedur in die Segelstellung bringen würden. Sie äußerten daraufhin, dass die Maschine noch vor der Landebahnschwelle aufsetzen würde. Während die Maschine immer weiter sank, kämpften die Piloten weiter mit der Propellerverstellung. Kurz darauf verloren sie die Kontrolle über die Maschine, welche in einer Entfernung von 3,5 Seemeilen vom Flughafen im Viertel Melrose von Albany in ein Wohnhaus stürzte. Bei dem Unfall wurden 16 Personen an Bord der Maschine – darunter die beiden Piloten – sowie eine Person in dem Haus getötet. Weitere 31 Insassen der Maschine sowie vier Personen in dem Haus wurden verletzt.

## Unfalluntersuchung
Das National Transportation Safety Board (NTSB) leitete nach dem Zwischenfall eine umfassende Untersuchung des Unfalls ein, welche eine dreitägige öffentliche Anhörung in Albany vom 25. bis 27. April 1972 beinhaltete. Der Flugdatenschreiber und der Cockpit Voice Recorder wurden aus den Trümmern geborgen und ihre aufgezeichneten Daten erwiesen sich als intakt und verwertbar. Die Untersuchung ergab, dass die Flugbesatzung beim Versuch, den Schub des linken Triebwerks während des Endanflugs zu verringern, den Mechanismus zur Aufrechterhaltung der Einstellung des Reiseflugschubs nicht lösen konnte. Als sie anschließend versuchten, dieses Triebwerk abzustellen und den Propeller in Segelstellung zu bringen, konnten sie zwar das Triebwerk abstellen, aber den Propeller nicht in die Segelstellung bringen. Dies führte schließlich dazu, dass der linke Propeller einen hohen und asymmetrischen Luftwiderstand erzeugte. Es folgten der Kontrollverlust und Absturz. Trotz eines erheblichen Ermittlungsaufwands konnte das NTSB letztlich nicht aufklären, was zu den Propellerfehlfunktionen geführt hatte.
Als Unfallursache wurde schließlich das Unvermögen der Cockpitbesatzung festgestellt, den linken Propeller in die Segelstellung zu bringen, in Kombination mit einem Sinkflug unter die vorgeschriebene Mindestflughöhe.